# Liste des chapelles de l'Ain
La liste des chapelles de l'Ain présente les chapelles de culte catholique situées sur le territoire des communes du départements français de l'Ain.
Il est fait état des diverses protections dont elles peuvent bénéficier, et notamment les inscriptions et classements au titre des monuments historiques.
Toutes sont situées dans le diocèse de Belley-Ars.

## Liste
| Chapelle                                                                    | Commune                      | Adresse | Coordonnées                      | Notice         | Protection | Date | Illustration                                                            |
| --------------------------------------------------------------------------- | ---------------------------- | ------- | -------------------------------- | -------------- | ---------- | ---- | ----------------------------------------------------------------------- |
| Chapelle Saint-Didier d'Ambléon                                             | Ambléon                      |         | 45° 44′ 54″ nord, 5° 36′ 09″ est |                |            |      | Chapelle Saint-Didier d'Ambléon                                         |
| Chapelle Saint-Jacques d'Ambronay                                           | Ambronay                     |         | 46° 00′ 12″ nord, 5° 21′ 03″ est |                |            |      | Chapelle Saint-Jacques d'Ambronay                                       |
| Chapelle Notre-Dame-de-la-Côte de Saint-Germain                             | Ambérieu-en-Bugey            |         | 45° 56′ 54″ nord, 5° 22′ 16″ est |                |            |      | Chapelle Notre-Dame-de-la-Côte de Saint-Germain                         |
| Chapelle du château du Tiret                                                | Ambérieu-en-Bugey            |         | 45° 57′ 53″ nord, 5° 21′ 39″ est |                |            |      | Chapelle du château du Tiret                                            |
| Chapelle d'Andert                                                           | Andert-et-Condon             |         | 45° 46′ 57″ nord, 5° 39′ 54″ est |                |            |      | Image manquante Téléverser                                              |
| Chapelle Saint-Oyen de Marchon                                              | Arbent                       |         | 46° 16′ 31″ nord, 5° 40′ 37″ est |                |            |      | Chapelle Saint-Oyen de Marchon                                          |
| Chapelle de la Providence d'Ars-sur-Formans                                 | Ars-sur-Formans              |         | 45° 59′ 32″ nord, 4° 49′ 26″ est |                |            |      | Chapelle de la Providence d'Ars-sur-Formans                             |
| Chapelle du Bon-Pasteur d'Ars-sur-Formans                                   | Ars-sur-Formans              |         | 45° 59′ 25″ nord, 4° 49′ 47″ est |                |            |      | Chapelle du Bon-Pasteur d'Ars-sur-Formans                               |
| Chapelle du Carmel d'Ars-sur-Formans                                        | Ars-sur-Formans              |         | 45° 59′ 39″ nord, 4° 49′ 18″ est |                |            |      | Chapelle du Carmel d'Ars-sur-Formans                                    |
| Chapelle du Cœur d'Ars-sur-Formans                                          | Ars-sur-Formans              |         | 45° 59′ 34″ nord, 4° 49′ 23″ est | « IA01000177 » |            |      | Chapelle du Cœur d'Ars-sur-Formans                                      |
| Chapelle du Sacerdoce d'Ars-sur-Formans                                     | Ars-sur-Formans              |         | 45° 59′ 25″ nord, 4° 49′ 48″ est |                |            |      | Chapelle du Sacerdoce d'Ars-sur-Formans                                 |
| Chapelle militaire de La Valbonne Saint Jean-Paul II                        | Balan                        |         | 45° 50′ 53″ nord, 5° 07′ 23″ est |                |            |      | Chapelle militaire de La Valbonne Saint Jean-Paul II                    |
| Chapelle de la maison forte de Montherot                                    | Balan                        |         | 45° 50′ 03″ nord, 5° 05′ 42″ est |                |            |      | Chapelle de la maison forte de Montherot                                |
| Chapelle Saint-Joseph de l'orphelinat de Bévet                              | Beaupont                     |         | 46° 26′ 30″ nord, 5° 15′ 46″ est |                |            |      | Chapelle Saint-Joseph de l'orphelinat de Bévet                          |
| Chapelle Notre-Dame-d'Accout d'Arlod                                        | Bellegarde-sur-Valserine     |         | 46° 05′ 22″ nord, 5° 48′ 32″ est |                |            |      | Image manquante Téléverser                                              |
| Chapelle du couvent des Cordeliers de Belley                                | Belley                       |         | 45° 45′ 32″ nord, 5° 41′ 14″ est |                |            |      | Chapelle du couvent des Cordeliers de Belley                            |
| Chapelle de la maison Gabriel Taborin de Belley                             | Belley                       |         | 45° 45′ 25″ nord, 5° 41′ 21″ est |                |            |      | Chapelle de la maison Gabriel Taborin de Belley                         |
| Chapelle des Maristes de Belley                                             | Belley                       |         | 45° 45′ 19″ nord, 5° 41′ 21″ est |                |            |      | Chapelle des Maristes de Belley                                         |
| Chapelle de la maison Saint-Anthelme de Belley                              | Belley                       |         | 45° 45′ 25″ nord, 5° 41′ 29″ est |                |            |      | Image manquante Téléverser                                              |
| Chapelle du lycée Lamartine                                                 | Belley                       |         | 45° 45′ 42″ nord, 5° 41′ 04″ est |                |            |      | Chapelle du lycée Lamartine                                             |
| Chapelle des Maristes 2 de Belley                                           | Belley                       |         | 45° 45′ 43″ nord, 5° 41′ 18″ est |                |            |      | Chapelle des Maristes 2 de Belley                                       |
| Chapelle de la Sainte-Famille de Belley                                     | Belley                       |         | 45° 45′ 23″ nord, 5° 41′ 22″ est |                |            |      | Chapelle de la Sainte-Famille de Belley                                 |
| Chapelle de l'école Marguerite-Marie de Belley                              | Belley                       |         | 45° 45′ 26″ nord, 5° 41′ 16″ est |                |            |      | Chapelle de l'école Marguerite-Marie de Belley                          |
| Chapelle Sainte-Anne de la Seigne                                           | Belleydoux                   |         | 46° 15′ 40″ nord, 5° 46′ 56″ est |                |            |      | Chapelle Sainte-Anne de la Seigne                                       |
| Chapelle Saint-Antoine-et-Saint-Maurice de Luthézieu                        | Belmont-Luthézieu            |         | 45° 54′ 21″ nord, 5° 39′ 47″ est | « PA00116311 » | Inscrit MH | 1975 | Chapelle Saint-Antoine-et-Saint-Maurice de Luthézieu                    |
| Chapelle Sainte-Madeleine de Bourg-en-Bresse                                | Bourg-en-Bresse              |         | 46° 12′ 08″ nord, 5° 13′ 09″ est | « PA01000036 » | Inscrit MH | 2013 | Image manquante Téléverser                                              |
| Chapelle des Vennes de Bourg-en-Bresse                                      | Bourg-en-Bresse              |         | 46° 11′ 20″ nord, 5° 13′ 57″ est |                |            |      | Chapelle des Vennes de Bourg-en-Bresse                                  |
| Chapelle de l'Hôtel-Dieu de Bourg-en-Bresse                                 | Bourg-en-Bresse              |         | 46° 12′ 03″ nord, 5° 13′ 59″ est |                |            |      | Chapelle de l'Hôtel-Dieu de Bourg-en-Bresse                             |
| Chapelle du collège des Jésuites de Bourg-en-Bresse                         | Bourg-en-Bresse              |         | 46° 12′ 09″ nord, 5° 13′ 33″ est |                |            |      | Chapelle du collège des Jésuites de Bourg-en-Bresse                     |
| Chapelle Notre-Dame-de-l'Unité du Peloux                                    | Bourg-en-Bresse              |         | 46° 11′ 41″ nord, 5° 12′ 30″ est |                |            |      | Image manquante Téléverser                                              |
| Chapelle Saint-Antoine de Bourg-en-Bresse                                   | Bourg-en-Bresse              |         | 46° 12′ 14″ nord, 5° 12′ 53″ est |                |            |      | Image manquante Téléverser                                              |
| Chapelle Saint-Joseph du lycée Saint-Joseph de Bourg-en-Bresse              | Bourg-en-Bresse              |         | 46° 12′ 10″ nord, 5° 13′ 34″ est |                |            |      | Chapelle Saint-Joseph du lycée Saint-Joseph de Bourg-en-Bresse          |
| Chapelle Saint-François de Bourg-en-Bresse                                  | Bourg-en-Bresse              |         | 46° 11′ 56″ nord, 5° 13′ 17″ est |                |            |      | Chapelle Saint-François de Bourg-en-Bresse                              |
| Chapelle Notre-Dame-de-la-Paix des Vennes                                   | Bourg-en-Bresse              |         | 46° 11′ 23″ nord, 5° 13′ 53″ est |                |            |      | Chapelle Notre-Dame-de-la-Paix des Vennes                               |
| Chapelle de l'hôpital Saint-Georges                                         | Bourg-en-Bresse              |         | 46° 13′ 38″ nord, 5° 14′ 13″ est |                |            |      | Chapelle de l'hôpital Saint-Georges                                     |
| Chapelle de la maison Jean-Marie-Vianney de Bourg-en-Bresse                 | Bourg-en-Bresse              |         | 46° 11′ 37″ nord, 5° 13′ 18″ est |                |            |      | Chapelle de la maison Jean-Marie-Vianney de Bourg-en-Bresse             |
| Chapelle Notre-Dame de Châtillon-de-Cornelle                                | Boyeux-Saint-Jérôme          |         | 46° 02′ 37″ nord, 5° 28′ 00″ est | « PA00116347 » | Inscrit MH | 1986 | Chapelle Notre-Dame de Châtillon-de-Cornelle                            |
| Chapelle d'Épaisse                                                          | Bâgé-Dommartin               |         | 46° 18′ 58″ nord, 4° 59′ 34″ est | « PA00116296 » | Inscrit MH | 1982 | Chapelle d'Épaisse                                                      |
| Chapelle Saint-André d'Aigrefeuille                                         | Bâgé-Dommartin               |         | 46° 18′ 13″ nord, 4° 56′ 54″ est |                |            |      | Chapelle Saint-André d'Aigrefeuille                                     |
| Chapelle du château de Montépin                                             | Bâgé-la-Ville                |         | 46° 17′ 46″ nord, 4° 56′ 25″ est |                |            |      | Chapelle du château de Montépin                                         |
| Chapelle de l'hôpital-hospice de Bâgé-le-Châtel                             | Bâgé-le-Châtel               |         | 46° 18′ 26″ nord, 4° 55′ 48″ est |                |            |      | Chapelle de l'hôpital-hospice de Bâgé-le-Châtel                         |
| Chapelle Saint-André de Chânes                                              | Béligneux                    |         | 45° 50′ 51″ nord, 5° 09′ 26″ est |                |            |      | Chapelle Saint-André de Chânes                                          |
| Chapelle Saint-Laurent d'Étables                                            | Ceignes                      |         | 46° 07′ 34″ nord, 5° 29′ 04″ est | « PA00116354 » | Inscrit MH | 1943 | Chapelle Saint-Laurent d'Étables                                        |
| Chapelle des Rippes de Certines                                             | Certines                     |         | 46° 08′ 58″ nord, 5° 16′ 13″ est |                |            |      | Chapelle des Rippes de Certines                                         |
| Chapelle du cimetière de Ceyzérieu                                          | Ceyzérieu                    |         | 45° 50′ 11″ nord, 5° 43′ 45″ est |                |            |      | Chapelle du cimetière de Ceyzérieu                                      |
| Chapelle de Ronzuel                                                         | Chalamont                    |         | 46° 01′ 23″ nord, 5° 09′ 48″ est |                |            |      | Chapelle de Ronzuel                                                     |
| Chapelle de Lilignod                                                        | Champagne-en-Valromey        |         | 45° 57′ 14″ nord, 5° 41′ 18″ est |                |            |      | Chapelle de Lilignod                                                    |
| Chapelle Notre-Dame de Ferrières                                            | Champdor-Corcelles           |         | 46° 03′ 25″ nord, 5° 34′ 58″ est |                |            |      | Image manquante Téléverser                                              |
| Chapelle Saint-Julien de Champfromier                                       | Champfromier                 |         | 46° 11′ 41″ nord, 5° 48′ 50″ est |                |            |      | Image manquante Téléverser                                              |
| Chapelle Saint-Maurice de Charancin                                         | Charancin                    |         | 45° 54′ 54″ nord, 5° 37′ 58″ est |                |            |      | Image manquante Téléverser                                              |
| Chapelle Notre-Dame de Cressieu                                             | Chazey-Bons                  |         | 45° 48′ 02″ nord, 5° 41′ 36″ est |                |            |      | Chapelle Notre-Dame de Cressieu                                         |
| Chapelle Notre-Dame-du-Bon-Secours de l'Hôpital                             | Chazey-sur-Ain               |         | 45° 52′ 52″ nord, 5° 15′ 51″ est |                |            |      | Chapelle Notre-Dame-du-Bon-Secours de l'Hôpital                         |
| Chapelle Saint-Michel d'Ardon                                               | Châtillon-en-Michaille       |         | 45° 08′ 16″ nord, 5° 47′ 28″ est |                |            |      | Image manquante Téléverser                                              |
| Chapelle de l'hospice Saint-Vincent-de-Paul de Châtillon-sur-Chalaronne     | Châtillon-sur-Chalaronne     |         | 46° 07′ 09″ nord, 4° 57′ 15″ est |                |            |      | Chapelle de l'hospice Saint-Vincent-de-Paul de Châtillon-sur-Chalaronne |
| Chapelle funéraire des familles Rival et Nouvellet                          | Civrieux                     |         | 45° 55′ 23″ nord, 4° 52′ 44″ est | « IA01000285 » |            |      | Chapelle funéraire des familles Rival et Nouvellet                      |
| Chapelle du château de Coligny                                              | Coligny                      |         | 46° 23′ 13″ nord, 5° 20′ 52″ est |                |            |      | Image manquante Téléverser                                              |
| Chapelle Sainte-Anne de Contrevoz                                           | Contrevoz                    |         | 45° 48′ 11″ nord, 5° 36′ 44″ est |                |            |      | Chapelle Sainte-Anne de Contrevoz                                       |
| Chapelle Notre-Dame-de-Prompt-Secours de Bellor                             | Cormoz                       |         | 46° 25′ 12″ nord, 5° 12′ 57″ est |                |            |      | Chapelle Notre-Dame-de-Prompt-Secours de Bellor                         |
| Chapelle Saint-Joseph de Saint-Maurice-d'Échazeaux                          | Corveissiat                  |         | 46° 15′ 32″ nord, 5° 29′ 23″ est |                |            |      | Chapelle Saint-Joseph de Saint-Maurice-d'Échazeaux                      |
| Chapelle Saint-Sébastien de Chevignat                                       | Courmangoux                  |         | 46° 19′ 49″ nord, 5° 22′ 58″ est |                |            |      | Chapelle Saint-Sébastien de Chevignat                                   |
| Chapelle funéraire du cimetière de Pont-de-Veyle                            | Crottet                      |         | 46° 16′ 06″ nord, 4° 53′ 48″ est |                |            |      | Chapelle funéraire du cimetière de Pont-de-Veyle                        |
| Chapelle Saint-Gratien de Bonaz                                             | Dortan                       |         | 46° 18′ 06″ nord, 5° 37′ 55″ est |                |            |      | Image manquante Téléverser                                              |
| Chapelle Saint-Pierre de Douvres                                            | Douvres                      |         | 45° 59′ 11″ nord, 5° 22′ 35″ est |                |            |      | Chapelle Saint-Pierre de Douvres                                        |
| Chapelle funéraire de la famille Darmon                                     | Faramans                     |         | 45° 54′ 06″ nord, 5° 07′ 38″ est |                |            |      | Chapelle funéraire de la famille Darmon                                 |
| Chapelle de la Vierge de Feillens                                           | Feillens                     |         | 46° 19′ 58″ nord, 4° 53′ 54″ est |                |            |      | Chapelle de la Vierge de Feillens                                       |
| Chapelle du château de Voltaire                                             | Ferney-Voltaire              |         | 46° 15′ 28″ nord, 6° 06′ 16″ est |                |            |      | Chapelle du château de Voltaire                                         |
| Chapelle Saint-Gengoult de Grièges                                          | Grièges                      |         | 46° 15′ 01″ nord, 4° 50′ 22″ est |                |            |      | Chapelle Saint-Gengoult de Grièges                                      |
| Chapelle de Retord                                                          | Haut Valromey                |         | 46° 05′ 36″ nord, 5° 42′ 25″ est |                |            |      | Chapelle de Retord                                                      |
| Chapelle Sainte-Agathe de Sothonod                                          | Haut Valromey                |         | 45° 58′ 16″ nord, 5° 43′ 35″ est |                |            |      | Chapelle Sainte-Agathe de Sothonod                                      |
| Chapelle Notre-Dame de Mazières                                             | Hauteville-Lompnes           |         | 45° 58′ 17″ nord, 5° 37′ 35″ est |                |            |      | Chapelle Notre-Dame de Mazières                                         |
| Chapelle Saint-Pierre de Lompnes                                            | Hauteville-Lompnes           |         | 45° 59′ 10″ nord, 5° 36′ 19″ est |                |            |      | Chapelle Saint-Pierre de Lompnes                                        |
| Chapelle Saint-Joseph de la Rivoire                                         | Hotonnes                     |         | 46° 00′ 22″ nord, 5° 41′ 05″ est |                |            |      | Chapelle Saint-Joseph de la Rivoire                                     |
| Chapelle Saint-Martin de Génissiat                                          | Injoux-Génissiat             |         | 46° 03′ 03″ nord, 5° 48′ 22″ est |                |            |      | Chapelle Saint-Martin de Génissiat                                      |
| Chapelle de la maison de retraite Saint-Joseph de Jasseron                  | Jasseron                     |         | 46° 12′ 45″ nord, 5° 19′ 33″ est |                |            |      | Chapelle de la maison de retraite Saint-Joseph de Jasseron              |
| Chapelle Saint-Garadeux de Loëze                                            | Jayat                        |         | 46° 22′ 08″ nord, 5° 06′ 36″ est |                |            |      | Chapelle Saint-Garadeux de Loëze                                        |
| Chapelle Saint-Valérien de Journans                                         | Journans                     |         | 46° 08′ 56″ nord, 5° 20′ 09″ est |                |            |      | Chapelle Saint-Valérien de Journans                                     |
| Chapelle des soieries Bonnet de Jujurieux                                   | Jujurieux                    |         | 46° 02′ 35″ nord, 5° 24′ 37″ est |                |            |      | Chapelle des soieries Bonnet de Jujurieux                               |
| Chapelle Saint-Alban de La Boisse                                           | La Boisse                    |         | 45° 50′ 44″ nord, 5° 01′ 53″ est |                |            |      | Chapelle Saint-Alban de La Boisse                                       |
| Chapelle du cimetière de La Burbanche                                       | La Burbanche                 |         | 45° 50′ 39″ nord, 5° 33′ 33″ est |                |            |      | Chapelle du cimetière de La Burbanche                                   |
| Chapelle Notre-Dame-de-Beaumont de La Chapelle-du-Châtelard                 | La Chapelle-du-Châtelard     |         | 46° 04′ 10″ nord, 5° 01′ 27″ est | « PA00116364 » | Inscrit MH | 1979 | Chapelle Notre-Dame-de-Beaumont de La Chapelle-du-Châtelard             |
| Chapelle Saint-Roch de Posafol                                              | Lagnieu                      |         | 45° 53′ 11″ nord, 5° 18′ 52″ est |                |            |      | Chapelle Saint-Roch de Posafol                                          |
| Chapelle du Plastre-de-la-Croix de Lagnieu                                  | Lagnieu                      |         | 45° 54′ 02″ nord, 5° 20′ 32″ est |                |            |      | Chapelle du Plastre-de-la-Croix de Lagnieu                              |
| Chapelle Sainte-Madeleine de Solomiat                                       | Leyssard                     |         | 46° 10′ 46″ nord, 5° 28′ 34″ est |                |            |      | Chapelle Sainte-Madeleine de Solomiat                                   |
| Chapelle Saint-Jérôme des Gaboureaux                                        | Loyettes                     |         | 45° 48′ 27″ nord, 5° 14′ 26″ est |                |            |      | Image manquante Téléverser                                              |
| Chapelle Sainte-Claire de Maillat                                           | Maillat                      |         | 46° 07′ 39″ nord, 5° 32′ 11″ est | « PA00116422 » | Inscrit MH | 1931 | Chapelle Sainte-Claire de Maillat                                       |
| Chapelle des Couhardes                                                      | Marboz                       |         | 46° 17′ 43″ nord, 5° 14′ 28″ est |                |            |      | Chapelle des Couhardes                                                  |
| Chapelle de Vercraz                                                         | Marchamp                     |         | 45° 46′ 33″ nord, 5° 31′ 59″ est |                |            |      | Chapelle de Vercraz                                                     |
| Chapelle Saint-Antoine de Granges                                           | Matafelon-Granges            |         | 46° 14′ 17″ nord, 5° 29′ 57″ est |                |            |      | Chapelle Saint-Antoine de Granges                                       |
| Chapelle de Sanciat                                                         | Meillonnas                   |         | 46° 14′ 14″ nord, 5° 20′ 41″ est |                |            |      | Image manquante Téléverser                                              |
| Chapelle du petit séminaire de Meximieux                                    | Meximieux                    |         | 45° 54′ 20″ nord, 5° 11′ 43″ est |                |            |      | Chapelle du petit séminaire de Meximieux                                |
| Chapelle Saint-Jean-Marie-Vianney des Échets                                | Miribel                      |         | 45° 52′ 10″ nord, 4° 54′ 35″ est |                |            |      | Chapelle Saint-Jean-Marie-Vianney des Échets                            |
| Chapelle Saint-Claude de Flurieux                                           | Mogneneins                   |         | 46° 09′ 16″ nord, 4° 49′ 29″ est |                |            |      | Image manquante Téléverser                                              |
| Chapelle Saint-Barthélemy de Montluel                                       | Montluel                     |         | 45° 51′ 13″ nord, 5° 03′ 07″ est | « PA00116432 » | Inscrit MH | 1930 | Chapelle Saint-Barthélemy de Montluel                                   |
| Chapelle du second couvent de la Visitation de Montluel                     | Montluel                     |         | 45° 51′ 10″ nord, 5° 03′ 22″ est |                |            |      | Chapelle du second couvent de la Visitation de Montluel                 |
| Chapelle des Minimes de Montmerle-sur-Saône                                 | Montmerle-sur-Saône          |         | 46° 05′ 05″ nord, 4° 45′ 18″ est |                |            |      | Chapelle des Minimes de Montmerle-sur-Saône                             |
| Chapelle Notre-Dame de Préau                                                | Mérignat                     |         | 46° 03′ 55″ nord, 5° 27′ 11″ est |                |            |      | Chapelle Notre-Dame de Préau                                            |
| Chapelle Notre-Dame de Montfalcon                                           | Mézériat                     |         | 46° 14′ 26″ nord, 5° 04′ 07″ est |                |            |      | Chapelle Notre-Dame de Montfalcon                                       |
| Chapelle Sainte-Anne d'Arthurieux                                           | Neuville-sur-Ain             |         | 46° 06′ 54″ nord, 5° 23′ 48″ est |                |            |      | Chapelle Sainte-Anne d'Arthurieux                                       |
| Chapelle de Châteauvieux                                                    | Neuville-sur-Ain             |         | 46° 05′ 32″ nord, 5° 21′ 22″ est |                |            |      | Image manquante Téléverser                                              |
| Chapelle Saint-Pierre de Mornay                                             | Nurieux-Volognat             |         | 46° 11′ 41″ nord, 5° 31′ 08″ est | « PA00116444 » | Classé MH  | 1982 | Chapelle Saint-Pierre de Mornay                                         |
| Chapelle d'Outriaz                                                          | Outriaz                      |         | 46° 04′ 03″ nord, 5° 32′ 52″ est |                |            |      | Chapelle d'Outriaz                                                      |
| Chapelle Sainte-Madeleine de Bouvent                                        | Oyonnax                      |         | 46° 17′ 15″ nord, 5° 38′ 24″ est |                |            |      | Chapelle Sainte-Madeleine de Bouvent                                    |
| Chapelle Saint-André de Chemillieu                                          | Parves et Nattages           |         | 45° 43′ 09″ nord, 5° 44′ 44″ est |                |            |      | Image manquante Téléverser                                              |
| Chapelle Saint-Antoine de la Cueille                                        | Poncin                       |         | 46° 06′ 29″ nord, 5° 25′ 28″ est |                |            |      | Chapelle Saint-Antoine de la Cueille                                    |
| Chapelle Saint-Christophe de Leymiat                                        | Poncin                       |         | 46° 04′ 46″ nord, 5° 25′ 43″ est |                |            |      | Chapelle Saint-Christophe de Leymiat                                    |
| Chapelle Sainte-Madeleine d'Allement                                        | Poncin                       |         | 46° 06′ 33″ nord, 5° 25′ 02″ est |                |            |      | Chapelle Sainte-Madeleine d'Allement                                    |
| Chapelle Saint-Joseph de Breignes                                           | Poncin                       |         | 46° 03′ 51″ nord, 5° 25′ 38″ est |                |            |      | Chapelle Saint-Joseph de Breignes                                       |
| Chapelle Notre-Dame-de-Grâce de Pont-d'Ain                                  | Pont-d'Ain                   |         | 46° 03′ 11″ nord, 5° 20′ 16″ est |                |            |      | Chapelle Notre-Dame-de-Grâce de Pont-d'Ain                              |
| Chapelle de l'hôpital de Pont-de-Vaux                                       | Pont-de-Vaux                 |         | 46° 26′ 06″ nord, 4° 56′ 35″ est |                |            |      | Chapelle de l'hôpital de Pont-de-Vaux                                   |
| Chapelle Saint-Jean-Baptiste de Pouillat                                    | Pouillat                     |         | 46° 19′ 43″ nord, 5° 25′ 42″ est |                |            |      | Chapelle Saint-Jean-Baptiste de Pouillat                                |
| Chapelle Notre-Dame-des-Conches de Ramasse                                  | Ramasse                      |         | 46° 12′ 32″ nord, 5° 20′ 38″ est |                |            |      | Chapelle Notre-Dame-des-Conches de Ramasse                              |
| Chapelle de la Madeleine de Replonges                                       | Replonges                    |         | 46° 18′ 06″ nord, 4° 52′ 11″ est |                |            |      | Chapelle de la Madeleine de Replonges                                   |
| Chapelle Sainte-Catherine-et-Saint-Nicolas d'Égieu                          | Rossillon                    |         | 45° 50′ 34″ nord, 5° 36′ 32″ est |                |            |      | Chapelle Sainte-Catherine-et-Saint-Nicolas d'Égieu                      |
| Chapelle de Saint-Didier-de-Formans                                         | Saint-Didier-de-Formans      |         | 45° 57′ 40″ nord, 4° 46′ 29″ est | « IA01000093 » |            |      | Chapelle de Saint-Didier-de-Formans                                     |
| Chapelle du cimetière de Saint-Germain-de-Joux                              | Saint-Germain-de-Joux        |         | 46° 10′ 48″ nord, 5° 44′ 15″ est |                |            |      | Image manquante Téléverser                                              |
| Chapelle Saint-Hubert de Hauterive                                          | Saint-Jean-le-Vieux          |         | 46° 02′ 03″ nord, 5° 22′ 09″ est |                |            |      | Chapelle Saint-Hubert de Hauterive                                      |
| Chapelle Notre-Dame-de-l'Orme                                               | Saint-Martin-du-Mont         |         | 46° 05′ 47″ nord, 5° 18′ 55″ est |                |            |      | Chapelle Notre-Dame-de-l'Orme                                           |
| Chapelle Notre-Dame-des-Bruyères                                            | Saint-Maurice-de-Beynost     |         | 45° 49′ 31″ nord, 4° 58′ 58″ est |                |            |      | Chapelle Notre-Dame-des-Bruyères                                        |
| Chapelle du château de Saint-Maurice-de-Rémens                              | Saint-Maurice-de-Rémens      |         | 45° 57′ 23″ nord, 5° 16′ 30″ est |                |            |      | Chapelle du château de Saint-Maurice-de-Rémens                          |
| Chapelle funéraire des familles de Tricaud et de Saint-Exupéry              | Saint-Maurice-de-Rémens      |         | 45° 57′ 24″ nord, 5° 16′ 56″ est |                |            |      | Chapelle funéraire des familles de Tricaud et de Saint-Exupéry          |
| Chapelle de l'abbaye de Saint-Rambert-en-Bugey                              | Saint-Rambert-en-Bugey       |         | 45° 57′ 05″ nord, 5° 26′ 08″ est |                |            |      | Chapelle de l'abbaye de Saint-Rambert-en-Bugey                          |
| Chapelle Saint-Martin de Montagneux                                         | Saint-Trivier-sur-Moignans   |         | 46° 02′ 52″ nord, 4° 54′ 10″ est |                |            |      | Chapelle Saint-Martin de Montagneux                                     |
| Chapelle de Marcilleux                                                      | Saint-Vulbas                 |         | 45° 48′ 19″ nord, 5° 16′ 41″ est | « PA00116575 » | Classé MH  | 1944 | Chapelle de Marcilleux                                                  |
| Chapelle du cimetière de Saint-Éloi                                         | Saint-Éloi                   |         | 45° 55′ 41″ nord, 5° 09′ 10″ est |                |            |      | Chapelle du cimetière de Saint-Éloi                                     |
| Chapelle Saint-Blaise de Saint-Étienne-sur-Chalaronne                       | Saint-Étienne-sur-Chalaronne |         | 46° 07′ 53″ nord, 4° 52′ 44″ est |                |            |      | Chapelle Saint-Blaise de Saint-Étienne-sur-Chalaronne                   |
| Chapelle des Crues de Sainte-Croix                                          | Sainte-Croix                 |         | 45° 53′ 32″ nord, 5° 03′ 16″ est |                |            |      | Chapelle des Crues de Sainte-Croix                                      |
| Chapelle Notre-Dame-de-Lorette de Sainte-Julie                              | Sainte-Julie                 |         | 45° 53′ 24″ nord, 5° 16′ 13″ est |                |            |      | Chapelle Notre-Dame-de-Lorette de Sainte-Julie                          |
| Chapelle Saint-Rémi de Saint-Rémy-du-Mont                                   | Salavre                      |         | 46° 22′ 23″ nord, 5° 21′ 08″ est |                |            |      | Chapelle Saint-Rémi de Saint-Rémy-du-Mont                               |
| Chapelle Notre-Dame-du-Sacré-Cœur de Dingier                                | Salavre                      |         | 46° 21′ 42″ nord, 5° 22′ 03″ est |                |            |      | Chapelle Notre-Dame-du-Sacré-Cœur de Dingier                            |
| Chapelle Saint-Christophe de Brénaz                                         | Sault-Brénaz                 |         | 45° 51′ 46″ nord, 5° 24′ 01″ est |                |            |      | Chapelle Saint-Christophe de Brénaz                                     |
| Chapelle du cimetière de Sault                                              | Sault-Brénaz                 |         | 45° 51′ 26″ nord, 5° 24′ 25″ est |                |            |      | Chapelle du cimetière de Sault                                          |
| Chapelle du cimetière de Sauverny                                           | Sauverny                     |         | 46° 18′ 43″ nord, 6° 07′ 09″ est |                |            |      | Chapelle du cimetière de Sauverny                                       |
| Chapelle de Crept                                                           | Seillonnaz                   |         | 45° 47′ 09″ nord, 5° 29′ 29″ est |                |            |      | Chapelle de Crept                                                       |
| Chapelle Notre-Dame-de-l'Étoile de Napt                                     | Sonthonnax-la-Montagne       |         | 46° 12′ 34″ nord, 5° 29′ 09″ est |                |            |      | Chapelle Notre-Dame-de-l'Étoile de Napt                                 |
| Chapelle Saint-Blaise d'Ameyzieu                                            | Talissieu                    |         | 45° 52′ 18″ nord, 5° 42′ 44″ est |                |            |      | Chapelle Saint-Blaise d'Ameyzieu                                        |
| Chapelle Sainte-Marie d'Allemogne                                           | Thoiry                       |         | 46° 14′ 42″ nord, 5° 59′ 06″ est |                |            |      | Image manquante Téléverser                                              |
| Chapelle funéraire de Claude Noël Poncet Bey                                | Trévoux                      |         | à géolocaliser                   | « IA01000077 » |            |      | Image manquante Téléverser                                              |
| Chapelle funéraire des familles Kemlin et Sausset et des sœurs dominicaines | Trévoux                      |         | à géolocaliser                   | « IA01000078 » |            |      | Image manquante Téléverser                                              |
| Chapelle de Montmerle                                                       | Val-Revermont                |         | 46° 14′ 37″ nord, 5° 23′ 03″ est |                |            |      | Chapelle de Montmerle                                                   |
| Chapelle Saint-Pierre du Monetay                                            | Val-Revermont                |         | 46° 16′ 22″ nord, 5° 21′ 23″ est |                |            |      | Chapelle Saint-Pierre du Monetay                                        |
| Chapelle Saint-Roch de Valeins                                              | Valeins                      |         | 46° 06′ 44″ nord, 4° 52′ 14″ est |                |            |      | Chapelle Saint-Roch de Valeins                                          |
| Chapelle Notre-Dame-des-Grâces de Lancrans                                  | Valserhône                   |         | 46° 07′ 32″ nord, 5° 49′ 45″ est |                |            |      | Chapelle Notre-Dame-des-Grâces de Lancrans                              |
| Chapelle du château de Varambon                                             | Varambon                     |         | 46° 02′ 26″ nord, 5° 18′ 49″ est |                |            |      | Chapelle du château de Varambon                                         |
| Chapelle Notre-Dame de Nièvre                                               | Vaux-en-Bugey                |         | 45° 55′ 49″ nord, 5° 21′ 35″ est |                |            |      | Chapelle Notre-Dame de Nièvre                                           |
| Chapelle Notre-Dame de Riantmont                                            | Vesancy                      |         | 46° 21′ 08″ nord, 6° 05′ 42″ est |                |            |      | Chapelle Notre-Dame de Riantmont                                        |
| Chapelle de Chanteins                                                       | Villeneuve                   |         | 46° 01′ 47″ nord, 4° 53′ 03″ est |                |            |      | Chapelle de Chanteins                                                   |